# Detox
 Denne artikel bør gennemlæses af en person med fagkendskab for at sikre den faglige korrekthed.

|  | Fremtidig udgivelse Denne artikel omhandler et kunstværk i produktion eller uden udgivelse endnu, fx et musikalbum eller en roman. Det er derfor muligt, at indholdet er af spekulativ natur, og ligeledes at indholdet kan ændre sig markant, efterhånden som flere oplysninger bliver tilgængelige. |

Detox er tredje og sidste studiealbum fra den amerikanske rapper og producer, Dr. Dre. Albummet mangler fortsat udgivelsesdato, men senest har Obie Trice i februar 2012 udtalt at albummet er færdigt og kun venter på at blive udgivet.
Albummet skulle oprindeligt have været udgivet i 2004, men da Dr. Dre valgte at fokusere mere på at producere for andre kunstnere, blev hans eget projekt skubbet til side.

## Singler
18. november 2010 blev sangen Kush, den første single fra Detox, udgivet. 1. februar 2011 blev sangen I Need a Doctor så udgivet, som albummets andensingle. . 